# Карабузино (Кесовогорский район)
Карабузино — деревня в Кесовогорском районе Тверской области, входит в состав Никольского сельского поселения.

## География
Деревня находится на правом берегу реки Кашинки в 3 км на северо-восток от центра поселения деревни Никольское и в 10 км на восток от райцентра посёлка Кесова Гора.

## История
В 1786 году в селе была построена каменная Богородицерождественская церковь с 3 престолами, метрические книги с 1780 года. 
В конце XIX — начале XX века село входило в состав Брылинской волости Кашинского уезда Тверской губернии. 
С 1929 года деревня входила в состав Никольского сельсовета Кесовогорского района Бежецкого округа Московской области, с 1935 года — в составе Калининской области, с 1994 года — в составе Никольского сельского округа, с 2005 года — в составе Никольского сельского поселения.

## Население
| 1859 | 1889 | 2002 | 2010 |
| ---- | ---- | ---- | ---- |
| 205  | ↘170 | ↘38  | ↗40  |